# Happily Ever Aftermath
Happily Ever Aftermath (conocido como "Y vivieron felices para siempre" en América Latina) es el vigésimo episodio de la primera temporada de la serie de televisión estadounidense de drama-sobrenatural Grimm. El guion principal del episodio fue escrito por Nevin Densham y la dirección general estuvo a cargo de Holly Dale.
El episodio se transmitió originalmente el 4 de mayo del año 2012 por la cadena de televisión NBC. Mientras que en América Latina el episodio se estrenó el 25 de junio del mismo año por el canal Unniversal Channel.
En este episodio Nick investiga el horrible asesinato de una matriarca adinerada, la cual a medida que se adentra más al caso resulta ser tan solo la primera víctima. Mientras en tanto Juliette se ofrece para investigar la muerte de los Burkhardt en un intento por ayudar a su novio a superar su trauma.

## Argumento
Dos hombres de negocios, Arthur Jarvis y Spencer Harrinson, quedan en bancarrota cuando uno de sus socios se suicida luego de ser descubiertos en sus negocios turbios. Como respuestas los dos pasan por la casa de uno de sus familiares: Mavis Kerflied, una adinerada matriarca que es la suegra de Arthur. A pesar de ser rica únicamente por ser la heredera del dinero de su fallecido esposo, Mavis no se compadece de las necesidades de sus familiares y procede a rechazar a ayudarlos. Esa misma noche, Mavis es asesinada por una criatura parecida a un murciélago gracias a que la criatura emite un sonido tan poderoso que destruye todos los vidrios de la mansión.
El cadáver eventualmente es analizado por Nick, Hank y Wu, los cuales tras entrevistar a las hijas dos hijas biológicas de Mavis, terminan investigando a Arthur por ser el principal sospechoso del homicidio. Cuando Nick y Hank van a interrogar a Arthur y a Spencer, los dos dejan en evidencia que están quebrados ante Lucinda, la hijastra de Mavis, quien al parecer esta completamente ignorante de los problemas económicos de su esposo. Durante su visita a los dos hombres, Nick contempla a Spencer transformarse en un wesen murciélago.
En otra parte de Portland, Juliette comienza su propia investigación del accidente en el que murieron los padres de Nick, con el firme propósito de ayudar a su novio a superar la traumática experiencia de descubrir que el accidente que lo separó de sus padres fue en realidad un atentado. Juliette termina descubriendo que los sospechosos principales son Soledad Marquesa, Ian Flynn, Hans Roth y Akira Kimura. Nick por otra parte invita a Monroe al tráiler de la tía Marie para descubrir que clase de especie es la de Spencer. Los terminan descubriendo a los "Murciélagos", unos wesen muy rápidos que pueden matar a sus víctimas con ayuda de un sonido muy agudo que puede cortar el aire y destruir los órganos de sus víctimas en cuestión de segundos. También descubren que la única manera de detenerlos es usando una Matraca Murciélago, que es un dispositivo que crea un sonido igual que puede incapacitar a los mismos de usar su método asesino. Nick poco después encuentra el mismo dispositivo en el tráiler de la tía Marie.
Ese mismo día Lucinda va a ver a su hermanastra para tratar de convencerla de prestarle dinero, pero cuando la segunda se niega rotundamente y acusa a su esposo de ser de alguna manera el responsable del asesinato de Mavis. Lucinda se transforma en la misma criatura murciélago y mata a su hermanastra de la misma manera. El cadáver es encontrado por Spencer quien queda horrorizado por las acciones de su ahijada, pero antes de poder retirarse es arrestado por Nick y Hank. En el interrogatorio, Spencer admite sobre sus poderes para deshacerse de Hank y advertirle a Nick que Lucinda es la responsable de los crímenes y que no se detendrá hasta quedar como la heredera de la fortuna de su padre, aun cuando eso signifique matar a Taylor, la hermanastra restante.
Tras quedar advertido, Nick y Hank se diregen al hogar de Taylor y consiguen detener a Lucinda de asesinar a su hermanastra. No obstante Lucinda se refugia en otra parte de la casa para ganar ventaja con sus poderes. Nick con ayuda de Monroe, usan la matraca murciélago en contra de Lucinda, quien queda impotente y trata de escapar del lugar. La wesen es detenida por su padrino Spencer, quien decide usar sus poderes para asesinarla, pero termina siendo asesinado por su propia ahijada, quien usa su último aliento de vida para acabar con su asesino. Para poder explicar los crímenes de Lucinda, Nick deja la matraca murciélago en la escena y así hacerla pasar como el arma homicida. Más tarde el Grimm se reúne con Juliette solo para terminar contemplando la foto del último sobreviviente responsable de haber asesinado a sus padres.

## Elenco
- David Giuntoli como Nick Burkhardt.
- Russell Hornsby como Hank Griffin.
- Bitsie Tulloch como Juliette Silverton.
- Silas Weir Mitchell como Eddie Monroe.
- Sasha Roiz como el capitán Renard.
- Reggie Lee como el sargento Wu.

## Producción
La frase al comienzo y la trama en general del episodio es del popular cuento de hadas Cenicienta.

### Continuidad
- Nick descubre que Akira Kimura es otro de los asesinos implicados en el asesinato de sus padres.

## Recepción

### Audiencia
En el día de su transmisión original en los Estados Unidos por la NBC, el episodio fue visto por un total de 4.730.000 de telespectadores.

### Crítica
Kevin McFarland de AV Club le dio a episodio una C- en una categoría de la A a la F argumentando: "Cenicienta es una rara elección de Grimm para usarla como inspiración de un episodio. No tiene ninguna criatura que puedan usar como Wesen, y es difícil sustituir alguno de los personajes para resolver esos problemas. Por eso seguramente, Happily Ever AFtermath es sin duda el peor episodio de la primera temporada de Grimm y echa a perder una buena racha de episodios que se encontraban desplazándose a Mayo".